# Новиков, Всеволод Георгиевич
Всеволод Георгиевич Новиков (10 января 1914, Средние Малыничи, Могилёвская губерния — 29 ноября 1983, Харьков) — советский учёный в области машиностроения, доктор технических наук, профессор, ректор Харьковского института радиоэлектроники (1966—1983). Участник Великой Отечественной войны.

## Биография
В 1932 году, после окончания железнодорожного фабрично-заводского училища, Всеволод Новиков один год работал слесарем на Гомельском паровозоремонтном заводе.
В 1933 году поступил в Гомельский механико-машиностроительный институт.
В 1938 году получил высшее образование в Минском политехническом институте. После его окончания работал в Витебске на заводе имени Коминтерна в должности начальника механико-сборочного цеха.
Во время Великой Отечественной войны Всеволод Новиков воевал на Южном, Северо-Кавказском, Закавказском и 1-м Украинском фронтах. В феврале 1942 года ему присвоено звание младший техник-лейтенант. Командовал взводом, был заместителем командира танкоремонтной роты по технической части, техником по ремонту оборудования, начальником испытательной станции. В январе 1943 года назначен заместителем командира по технической части танкоремонтного роты 17 отдельного танкоремонтного батальона. Во время войны был награждён орденом Красной Звезды (1943) и другими наградами.
В 1948 году начал работать на машиностроительных предприятиях Харькова.
В течение 1953—1955 гг. учился в Московской академии авиационной промышленности.
С 1958 до 1966 г.. Всеволод Георгиевич был заведующим Отдела оборонной промышленности Харьковского обкома ЦК КПУ.
В 1965 защитил кандидатскую, а в 1972 г. — докторскую диссертацию.
В 1966 г. В. Г. Новиков назначен ректором Харьковского института радиоэлектроники. На этой должности работал до своей смерти в 1983 году. Одновременно был доцентом, заведующим кафедрой экономики и организации промышленных предприятий. С 1973 года — профессор.
За свой труд отмечен орденами и медалями, в том числе Трудового Красного Знамени (1960, 1966), Ленина (1971), Отечественной войны II степени, медалью «За доблестный труд. В ознаменование 100-летия со дня рождения В. И. Ленина» (1970).
Умер в 1983 году в г. Харькове.

## Научная деятельность
Всеволод Новиков — автор более 60 научных работ, среди которых «Основы сетевого планирования и управления» (Н. М. Глазман, В. Г. Новиков, 1966), «Теоретические основы организации производственных процессов на промышленных предприятиях» (1973), «Организация и планирование радиотехнического производства» (К. Д. Коноваленко, В. Г. Новиков, 1984)

## Награды
- Орден Ленина (1971)
- Орден Трудового Красного Знамени (1960, 1966)
- Орден Красной Звезды (1943)
- Орден Отечественной войны II степени
- Медаль «За оборону Кавказа» (1944)
- Медаль «За победу над Германией в Великой Отечественной войне 1941—1945 гг.» (1946).
- Медаль «За доблестный труд. В ознаменование 100-летия со дня рождения В. И. Ленина» (1970).